# Pilot Pen Tennis 2007
Il Pilot Pen Tennis 2007  è stato un torneo di tennis giocato sul cemento.
È stata la 27ª edizione del Pilot Pen Tennis, che fa parte della categoria International Series nell'ambito dell'ATP Tour 2007, e della categoria Tier II nell'ambito del WTA Tour 2007. 
Il torneo si è giocato al Cullman-Heyman Tennis Center  di New Haven nel Connecticut negli USA, dal 17 al 25 agosto 2007.

## Campioni

### Singolare maschile
James Blake ha battuto in finale  Mardy Fish con il punteggio di 7–5, 6–4

### Singolare femminile
Svetlana Kuznecova ha battuto in finale  Ágnes Szávay con il punteggio di 4–6, 3–0 ritiro

### Doppio maschile
Mahesh Bhupathi /  Nenad Zimonjić hanno battuto in finale  Mariusz Fyrstenberg /  Marcin Matkowski con il punteggio di 6–3, 6–3

### Doppio femminile
Sania Mirza /  Mara Santangelo hanno battuto in finale  Cara Black /  Liezel Huber con il punteggio di 6–1, 6–2